# モレトゥム

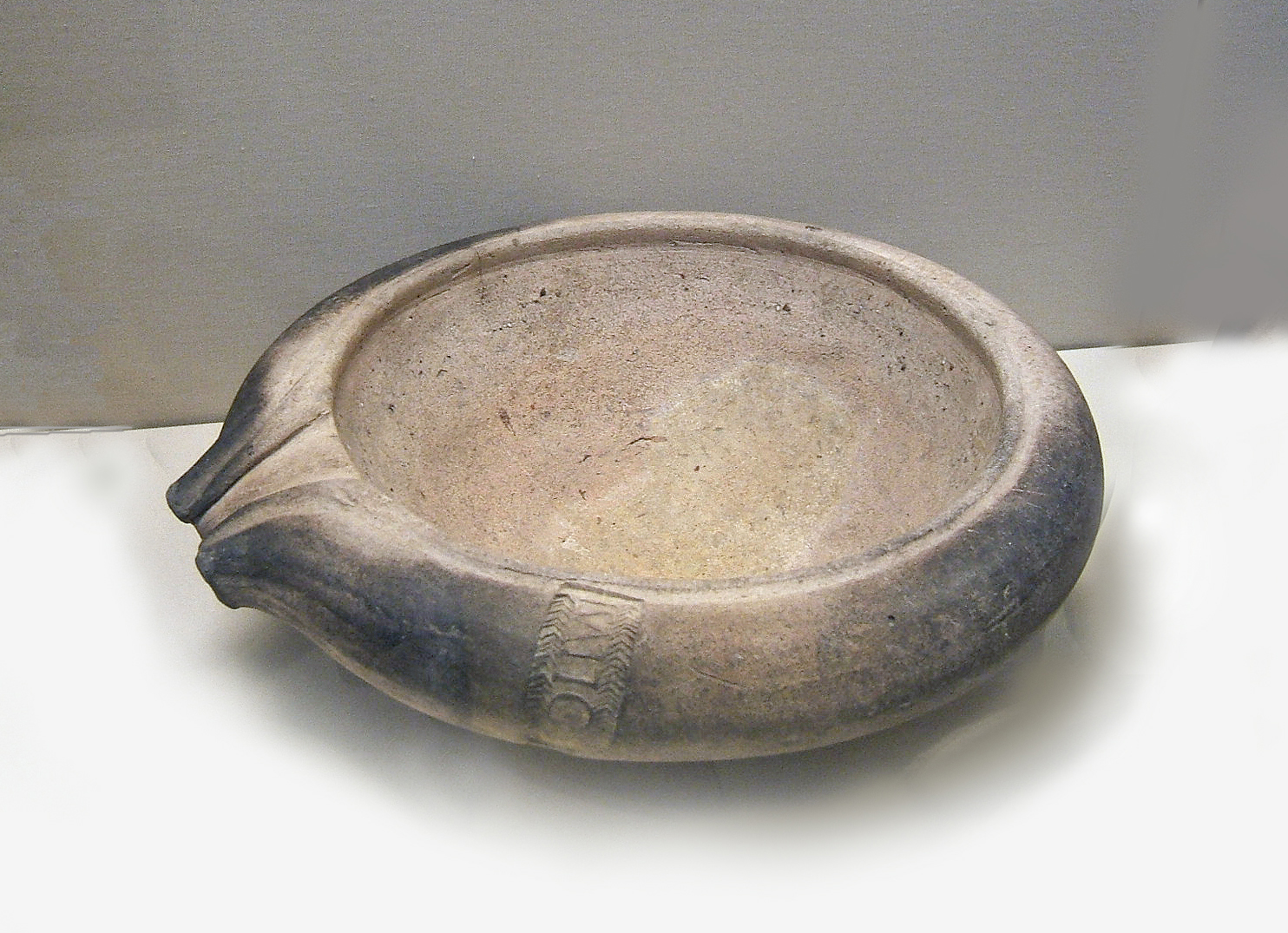
紀元一世紀のローマ時代のモルタリウム（ｍortarium）

モレトゥム（ラテン語: MORETVM、Moretum）は、古代ローマ時代のニンニクとチーズのスプレッドである。
古代ローマの偉大なる詩人と言われているウェルギリウス（紀元前70年? - 紀元前19年）の初期作品であるウェルギリウス補遺集（en:Appendix Vergiliana）に登場する。その作品では厳しい環境の中、朝起きだしてきた農民が朝食用にパンに乗せるモレトゥムを用意をする姿が詩の形で描かれている。農民とモレトゥムはあくまで多様性や政治に対する寓喩だと解釈されているが、奇しくもあまり記録の無いローマ時代の貧困にあえぐ農民の食事の材料や調理方法が詳細に後世に伝わることとなった。
調理にはモルタリウムとピスティルリが使われ、ニンニクと塩で硬めに仕上げたチーズにパセリ、ルー（ヘンルーダ)、コリアンダー（パクチー）の香草が塩と共にすり潰され、仕上げにオリーブオイルとヴィネガーをたらし味や硬さが調えられた。出来上がったペーストは球状にまとめられ、パンに添えられた。

## 名称の意味
モレトゥムはラテン語であるが、その意味は大まかにサラダとして訳されているものや、「ガーデン・ハーブ (庭で育てられているハーブ)」とするものもある。

## その他の文献における言及
ローマの作家コルメラ（紀元前4年ころ - 紀元70年）が記した『農事論』（De re rustica）にもモレトゥムが登場する。ウェルギリウス補遺集に登場するハーブ以外にも、ミント、チャィブ、にんにくの芽、レタス、ルッコラ、タイム、キャットミント、ペニーローヤルと、香草だけでなく現代では葉菜類と考える野菜も加わっている。コルメラはフレッシュチーズか既にガーリック入りのチーズを使っているほか、さらには松の実、クルミ、アーモンド、ヘーゼルナッツ、胡麻、レーズンなどを入れる選択も記述している。また塩は使用していないが胡椒が加わっている。
成立年月日は一世紀初期と八世紀ころと見解の相違があるローマの料理本『アピキウス』でも言及されている。